# Укангори
Укангори (груз. უკანგორი) — село в Грузии, на территории Дманисского муниципалитета края (мхаре) Квемо-Картли.

## География
Село находится в юго-восточной части Грузии, к югу от реки Машаверы, на расстоянии приблизительно 14 километров (по прямой) к востоку от города Дманиси, административного центра муниципалитета.

## Население
По результатам официальной переписи населения 2014 года в Укангори проживало 2 человека (2 мужчины). В национальной структуре населения грузины составляли 100 %.
| Год  | Население, человек |
| ---- | ------------------ |
| 2002 | 10                 |
| 2014 | ↘ 2                |